# Barciany (gmina)
Pour le chef-lieu, voir Barciany.
Barciany est une gmina rurale du powiat de Kętrzyn, Varmie-Mazurie, dans le nord de la Pologne, à la frontière avec la Russie. Son siège est le village de Barciany, qui se situe environ 15 km au nord de Kętrzyn et 74 km au nord-est de la capitale régionale Olsztyn.
La gmina couvre une superficie de 293,62 km2 pour une population de 6 735 habitants.

## Géographie
La gmina inclut les villages d'Aptynty, Arklity, Asuny, Barciany, Błędowo, Bobrowo, Cacki, Czaczek, Dębiany, Dobrzykowo, Drogosze, Frączkowo, Garbnik, Garbno, Gęsie Góry, Gęsiki, Gęsiniec Wielki, Glinka, Główczyno, Górki, Gradowo, Gumniska, Kiemławki Małe, Kiemławki Wielkie, Kolwiny, Kotki, Krelikiejmy, Krymławki, Krzeczewo, Kudwiny, Maciejki, Markławka, Markuzy, Michałkowo, Modgarby, Mołtajny, Momajny, Moruny, Niedziałki, Niedziały, Ogródki, Pastwiska, Pieszewo, Piskorze, Podławki, Radoski Dwór, Radosze, Rodele, Rowy, Ruta, Rutka, Rzymek, Silginy, Skandawa, Skierki, Skoczewo, Sławosze, Solkieniki, Staniszewo, Stary Dwór Barciański, Suchawa, Święty Kamień, Szaty Wielkie, Taborzec, Wielewo, Wilkowo Małe, Wilkowo Wielkie, Winda et Zalewska Góra.
La gmina borde les gminy de Kętrzyn, Korsze, Sępopol et Srokowo. Elle est également frontalière de la Russie (oblast de Kaliningrad).